# 静岡県立科学技術高等学校
静岡県立科学技術高等学校（しずおかけんりつかがくぎじゅつこうとうがっこう）は、静岡市葵区にある公立高等学校。
静岡県立静岡工業高等学校と静岡県立清水工業高等学校とを再編し、日東紡績静岡工場の跡地に2008年（平成20年）4月1日に開校。

## 全日制設置学科
- 工業科
  - 機械工学科(M科)
  - ロボット工学科(F科)
  - 電気工学科(E科)
  - 情報システム科(J科)
  - 建築デザイン科(A科)
  - 都市基盤工学科(U科)
  - 電子物質工学科(S科)[1]
- 理数科
  - 理工科(R科)

## 定時制設置学科
- 工業技術科

## 著名な有名人
- スポーツ
  - 稲葉光雄 (元プロ野球選手) 【清水工業出身】
  - 吉田弘 (元日本代表サッカー選手・サッカー指導者) 【静岡工業出身】
  - 市川大佑 (元サッカー選手) 【清水工業出身】
  - 石神良訓 (元日本代表サッカー選手・サッカー指導者) 【静岡工業出身】
  - 山本光一（元プロ野球選手）【静岡工業出身】
- 芸能
  - ハリウッドザコシショウ (芸能人) 【清水工業出身】
    - 静岡茶っぱ - 元G★MENS（芸能人)【清水工業出身】

  - アンドーひであき (芸能人) 【静岡工業出身】
  - 青島心 (女優) 【科学技術高校出身】
- 経済
  - 松本 光一 (株式会社TENGA代表取締役社長) 【静岡工業出身】
  - 田代卓 ー(イラストレーター、九州産業大学教授) 【静岡工業出身】

## 沿革
- 2001年（平成13年）3月 - 総合科学技術高等学校基本構想（基本構想策定委員会報告）
- 2003年（平成15年）1月 - 基本計画策定委員会及び専門部会設置
- 2003年（平成15年）2月 - 建設用地取得議案議決
- 2003年（平成15年）9月 - 総合科学技術高等学校（仮称）基本計画（基本構想策定委員会）
- 2005年（平成17年）1月 - PFIにより整備することに決定[2]
- 2005年（平成17年）3月 - 静岡県・静岡県教育委員会が「静岡県立高等学校第二次長期計画」公表
- 2006年（平成18年）4月 - 総合科学技術高等学校（仮称）設立準備委員会設置
- 2007年（平成19年）7月 - 静岡県立高等学校設置条例の一部改正、名称が「静岡県立科学技術高等学校」に決まる
- 2008年（平成20年）4月1日 - 静岡県立科学技術高等学校開校。
- 2012年（平成24年）4月 - 制御工学科がロボット工学科に、都市工学科が都市基盤工学科となる
- 2017年（平成29年）10月 - 創立10周年記念式典を挙行，国立羅東高級工業職業学校 (台湾)（中国語版）と姉妹校提携を締結
- 2021年（令和3年）4月 - 電子工学科と物質工学科が統合され、電子物質工学科となる
- 2023年（令和5年）2月 - 電子工学科と物質工学科の閉科式が執り行われる[3]

## 部活動・同好会
運動部
- 野球部
- サッカー部
- ラグビー部
- 男子バレーボール部
- 女子バレーボール同好会
- バスケットボール部
- テニス部
- バドミントン部
- 卓球部
- 水泳部
- 陸上競技部
- 体操部
- ウエイトリフティング部
- 弓道部
- 柔道部
- 剣道部
- 少林寺拳法部

学科研究部
- 機械工学研究部(自動車班/工作班)
- ロボット研究部
- 電気研究部
- 情報処理研究部
- 建築研究部
- 都市工学研究部
- 電子物質工学研究部
  - 無線班

文化部
- 吹奏楽部
- 応援指導部
- ホームメイド部
- 茶華道部
- 美術部
- 囲碁・将棋部
- 写真部
- 放送映像研究部
- 自然科学部
- 模型部
- 生徒会

## 主な年間行事
- 4月　入学式 / 対面式 / 部活動紹介
- 5月　HR DAY (遠足) / 第1回定期テスト / 生徒総会
- 6月　体育祭
- 7月　第2回定期テスト /野球応援
- 8月　体験入学 / インターンシップ / 保育体験
- 9月　防災訓練
- 10月 第3回定期テスト / 蒼穹祭(文化祭)
- 11月 オープンスクール
- 12月 第4回定期テスト / 生徒会選挙
- 1月　生徒会任命式 / 課題研究発表会
- 2月　学年末テスト
- 3月　卒業式 / 離任式

## 施設情報

### 【教室棟 (5階建て) エレベーター(有)】
5F
- 501～509教室
- ゼミ室3 / ゼミ室4
- 多目的スペース

4F
- 401～409教室
- ゼミ室1 / ゼミ室2
- 多目的スペース

3F
- 301～309教室
- 多目的スペース
- 実習等への渡り廊下
- 体育館への渡り廊下

2F
- 音楽室
- 全日制生徒会室
- 定時制生徒会室
- 被覆室
- 調理室
- 共通履修室1 / 共通履修室2 / 共通履修室3
- パソコン室
- 作法室

1F
- 学生食堂
- 生徒ホール
- 図書室
- 視聴覚室
- 同窓会室
- SPC室

### 【管理棟(3階建て) エレベータ(無)】
3F
- 教室棟から体育館への渡り廊下

2F
- 全日制職員室
- 定時制職員室
- 印刷室
- 放送室
- 録音室
- 会議室1 / 会議室2 / 会議室3
- 生徒指導室

1F
- 校長室
- 事務室
- 進路指導室
- 保健室
- 応接室

### 【実習棟(3階建て) エレベーター(有)】
3F西館
- 物理室
- 地学室
- 化学室
- 生物室
- 化学反応実習室
- 機器分析実習室
- テラス

3F東館
- 電子工学実習室
- 電子機器実習室
- 電子回路実習室
- プログラミング室
- アプリケーション室
- マルチメディア室
- プレゼンテーション実習室
- コンピューターデザイン実習室
- テラス

2F西館
- 建築CAD実習室
- インテリアデザインCAD実習室
- 建築デザイン製図室
- 造形デザイン室
- 構造試験実習室
- バイオ実習室
- 材料化学実習室
- 単位操作実習室
- 都市設計製図室
- 天秤実習室

2F東館
- 自動制御実習室
- 電気計測実習室
- 電気計測制御実習室
- 通信工学実習室
- 電子制御実習室
- 電子工作実習室
- 電気・電子製図室（CAD / CAM）
- CAD/CAM実習室
- 機械CAD室
- 制御基礎実習室
- 制御工学実習室
- 機械製図室

1F西館
- 書道室
- 美術室
- 工芸室
- 工芸実習室
- 施工実習室
- 建設材料試験実習室
- 水理実習室
- 土質試験システム室
- 土質実習室
- 測量 GPS実習室
- ものづくりハウス
- 機械材料試験実習室
- 薬品倉庫

1F東館
- 機械加工実習室
- 仕上組立実習室
- 数値制御実習室
- NC工作機械実習室
- 特殊機械加工実習室
- 溶接板金実習室
- 原動機実習室
- 電力応用実習室
- 電力設備実習室
- 電気機器実習室
- 電気工事実習室
- 電気計測実習室
- 電気工作実習室
- 高電圧実習室

### 【体育館(3階建て) エレベーター(有)】
3F
- 体育館から教室棟への渡り廊下

2F
- 第2アリーナ
- 2階下駄箱

1F
- 第1アリーナ
- 武道場
- 1階下駄箱

### 【その他施設】
- 部室棟　(各部活の部室 / ウエイトルーム)
- テニスコート（4面）
- 50mプール（8レーン）
- グラウンド（全面人工芝)[4]
- 弓道場
- メディアコート
- 屋外ミーティングスペース
- 立体駐輪場
- 平面駐輪場

## アクセス
- 静岡鉄道長沼駅より、徒歩3分
- JR東海道本線東静岡駅より、徒歩10分